# Laurent de Rillé (rose)
ʽLaurent de Rillé’ est un cultivar de rosier obtenu en 1885 par le rosiériste français Louis Lévêque. Il rend hommage au compositeur et chanteur Laurent de Rillé (1824-1915).

## Description
Le buisson de cet hybride remontant possède un port érigé et un feuillage dense et vert moyen. Ses fleurs sont grosses et doubles (17-25 pétales), placées sur des pédoncules courts et lâches, ce qui leur donne parfois un aspect incliné. Elles sont rose foncé à cerise, en forme de coupe, avec des pétales festonnés, le revers pouvant présenter des reflets argentés. Elles sont modérément parfumées. La floraison est remontante.
Cette variété supporte des températures hivernales de -15° C à -20° C. Elle a besoin d'une situation ensoleillée et de soins contre les maladies du rosier.
Cette variété est très rarement commercialisée aujourd'hui, mais présente dans de grandes roseraies publiques, comme à l'Europa-Rosarium de Sangerhausen. 